# Філ Раффін
Філліп Джин Раффін (англ. Phillip Gene Ruffin; нар. 14 березня 1935, округ Поттер, Техас, США) — американський бізнесмен. Він володіє готелями-казино «Treasure Island» і «Circus Circus» у Лас-Вегасі, а також низкою інших підприємств, включаючи готелі, казино, іподроми для хортів, видобуток нафти, магазини, нерухомість і найбільшого у світі виробника ручних візків. У списку мільярдерів світу Forbes 2019 він посів 838 місце зі статками 3,1 мільярда доларів США.

## Раннє життя і освіта
Раффін народився в окрузі Поттер поблизу Амарилло, штат Техас, у сім'ї Бланш (уроджена Колмія) і Роя Дж. Раффіна. Він — ліванського походження (прізвище його родини спочатку було «Руфан»; араб. روفان). Він виріс у Вічиті, штат Канзас, де його батько мав продуктовий магазин. У нього четверо братів і сестер: Елейн Раффін Немер, Рой Раффін-молодший, Пет Раффін і Пем Раффін. У 1953 році він закінчив середню школу Вічіта-Норс, де став чемпіоном з боротьби. «Після того, як він виграв чемпіонат штату, — йдеться в одному повідомленні, — його батько, який ніколи не відвідував матчі, запитав його, чи це він той, про кого вони говорили в газеті». Він три роки навчався в Вошбернському університеті в Топіці та в Університеті штату Вічіта, але так і не отримав диплом.

## Кар'єра
У 1972 році Раффін став піонером у сфері заправок із самообслуговуванням в Канзасі, створивши мережу з 60 магазинів на Середньому Заході. У 1987 році він використав готівку від магазинів, щоб побудувати свій перший готель «Marriott» у Вічиті. Його бізнес також включав дистрибуцію нафти та одного з найбільших у країні виробників ручних візків.
У 1994 році Раффін здав свої магазини в оренду компанії «Total», використавши гроші для купівлі додаткових готелів. Потім, у 1995 році, Раффін придбав казино-курорт «Crystal Palace» в Нассау на Багамах. Заклавши казино, Раффін придбав готель і казино «New Frontier».

### New Frontier: готель-казино
Раффін найбільше відомий своєю покупкою готелю та казино «New Frontier», одного з шанованих об’єктів Лас-Вегас-Стріп. Коли він купив курорт у Маргарет Еларді та її сім’ї, там тривав тривалий страйк, найтриваліший в історії Америки, працівники якого були представлені Профспілкою працівників кулінарії, однією з найпотужніших профспілкових організацій Лас-Вегаса. Раффін врегулював страйк дуже скоро після покупки, в 1998 році. Незабаром казино-готель став називатися «New Frontier». У 2005 році Раффін оголосив про плани знести «New Frontier» і замінити його новим курортом під назвою «The Montreaux», але будівництво так і не почалося. Раффін продав «New Frontier» компанії «El Ad Properties» у 2007 році. Ціна продажу землі площею 36 акрів (15 га) у 1,2 мільярда доларів була найбільшою ціною за акр в історії смуги.

### Treasure Island
«MGM Mirage» продали готель і казино «Treasure Island» (TI) Раффіну в березні 2009 року. Договірна ціна становила 600 мільйонів доларів готівкою та 175 мільйонів доларів забезпеченими векселями. Раффін підрахував, що будівництво такого казино, як «Treasure Island», з нуля обійдеться в 2,7 мільярда доларів. У 2008 календарному році «Treasure Island» повідомила про 376 мільйонів доларів доходу (зменшення з 431 мільйона доларів у 2007 році) та 101 мільйон доларів EBITDA. Раффін висловив відсутність занепокоєння з приводу покупки казино на ринку, що падає, оскільки TI матиме дуже невеликі борги. Ранфін рано вранці 20 березня 2009 року повністю заволодів готелем і казино. У лютому 2018 року він сказав, що відхилив «велику» пропозицію з приводу TI від китайської фірми, пояснивши, що активи смуги «незамінні». «Немає жодної ціни, якою вони могли б мені зацікавити», — сказав він. «Гроші не такі цінні. Активи цінні, особливо коли вони незамінні».

### Trump International Tower
Спільне підприємство Раффіна з його другом Дональдом Трампом охоплювало частину землі «New Frontier». «Trump International, готель і вежа», побудований безпосередньо поруч із торговим центром «Fashion Show», був відкритий у липні 2005 року. Вежа була відкрита в березні 2008 року, і було оголошено про плани щодо ідентичної другої вежі. Раффін має половину інтересу в розвитку, оскільки вніс землю для своєї частини угоди.

### Circus Circus
MGM Resorts International продала «Circus Circus» Раффіну в грудні 2019 року за 825 мільйонів доларів. Купівля включає сусіднє казино «Slots-A-Fun», парк розваг «Adventuredome» і прилеглий відкритий простір. Раффін планує додати до нерухомості комплекс плавальних басейнів із хвильовою машиною, піщаними пляжами та ліниву річку.
У січні 2025 року Раффін заявив про намір продати нерухомість.

### Wichita Greyhound Park
Компанія Раффіна володіє «Wichita Greyhound Park». 7 серпня 2007 року Раффін оголосив, що закриє трек після того, як референдум про дозвіл на ігрові автомати та азартні ігри в казино на його собачому іподромі провалився з незначною перевагою. Проти референдуму про розширення азартних ігор на собачому треку довго виступала президент сенату штату Канзас Сьюзан Вейгл, республіканка, яка разом зі своїм чоловіком володіла салонами для бінго.

### Магазини біля дому
На веб-сайті Ruffin Companies зазначено, що компанія володіє 61 магазином-біля-дому, які здає в оренду «Total», що керуються «Diamond Shamrock» на території трьох штатів.

### Нічліг[en]
Підрозділ «Ruffin Hotel Group» володіє та управляє 13 готелями під брендами «Marriott Hotels», «Fairfield Inn» і «Courtyard by Marriott» в Оклахомі, Канзасі, Каліфорнії, Техасі та Алабамі[джерело?].

### Виробництво
Раффін володіє та керує «Harper Trucks», найбільшим у світі виробником ручних візків, і «Angelus Manufacturing», виробником сталевих ручних візків. У грудні 2013 року Раффін придбав активи компанії «WelCom Products» у Торренсі, штат Каліфорнія, виробників лінійки складаних візків «Magna Cart», які продаються в США та понад 25 країнах світу.

### Casino Miami
Раффін придбав «Casino Miami» в Маямі, штат Флорида, яке було продано йому 3 грудня 2018 року. Воно розташоване за адресою 3500 NW 37th Avenue, Miami, Florida, з великими планами на розширення.

## Відносини з Дональдом Трампом
Раффін є давнім другом і діловим партнером Дональда Трампа, який був шафером на третьому весіллі Раффіна в 2008 році. «Мало хто знає Трампа так само або в таких же якостях, як Раффін», — повідомило «Associated Press» у березні 2017 року. Вони зустрілися в Trump Tower «на початку 2000-х», коли Раффін розглядав можливість додати готель Trump до свого казино Treasure Island. Ця ідея не втілилася в життя, але пізніше, у Лас-Вегасі, «Раффін повів Трампа на автостоянку Nordstrom, щоб показати йому ділянку незабудованої землі». Раффін сказав: «Це місце, де ви повинні бути», і Трамп «миттєво прийняв рішення» будувати там. Їхні дружини теж хороші друзі. Раффін назвав рукостискання Трампа «кращим за будь-який контракт». У червні 2018 року Трамп влаштував Рафінам екскурсію Air Force One під час зупинки в Лас-Вегасі.

### Візит Трампа до Москви у 2013 році
Можливо, Раффін став важливим свідком у розслідуванні «Трамп-Росія» та спірних звинувачень у пов’язаному досьє Стіла. У 2013 році Трамп літав на приватному літаку Раффіна до Москви на конкурс «Міс Всесвіт», який належав Трампу. Сам Раффін на той час був одружений на колишній Міс Всесвіт, українській супермоделі Олександрі Ніколаєнко. Відтоді Трампа звинувачували в тому, що під час цієї поїздки він займався сексуальними діями, пов’язаними з уролагнією, у готельному номері з повіями, і що ці дії були зняті російськими агентами, задля матеріалів призначених для шантажу Дональда Трампа. Колишній офіцер британської розвідки Крістофер Стіл надав звіти про таку діяльність, хоча вони не були підтверджені в жодному великому ЗМІ. Трамп неодноразово заперечував, що залишався ночувати в Москві для присутності на конкурсі (і, отже, не потребував номеру в готелі), незважаючи на записи рейсів, які вказують, що літак Раффіна прибув до Москви в п’ятницю вранці та вилетів у неділю.
Під час тієї самої поїздки Раффін, можливо, також був присутній на зустрічі з Трампом, охоронцем Трампа Кітом Шиллером і місцевими російськими чиновниками щодо будівництва «Trump Tower Moscow», ще одного важливого аспекту розслідування Трамп-Росія.

### Президентська кампанія
У 2015 році Трамп також згадував Раффіна як людину, яку він би відправив посланником до Китаю, якщо його оберуть президентом. Пізніше Раффін сказав, що ця репліка було жартом. Раффін позичив Трампу свій особистий літак 737 BBJ, щоб той полетів до Мехіко на зустріч із президентом Мексики Енріке Пенья Ньєто 31 серпня 2016 року .
У 2015 році Раффін виділив 1 мільйон доларів КПД «Make America Great Again», супер КПД, який підтримує кампанію Трампа на виборах президента. Внесок Раффіна склав більше половини всіх внесків, отриманих супер КПД ($1,74 млн). Супер КПД закрився та повернув Раффіну гроші після того, як «Washington Post» повідомила про його тісний зв’язок із кампанією Трампа. На заході в січні 2016 року Трамп похвалив Раффіна за те, що він пожертвував 1 мільйон доларів групам ветеранів.
У квітні 2017 року Раффін заявив, що спілкується з Трампом приблизно кожні два тижні. «Якщо щось вигулькне, я подзвоню йому», — сказав Раффін. «Вони завжди зв’яжуть мене. Але я не дзвоню, якщо це не щось важливе». У травні 2017 року він поскаржився, що засоби масової інформації влаштували "вендету" Трампу. «Я не знаю, як він витримає це», — сказав Раффін. "Кожного дня це щось нове. Якщо він каже доброго ранку, вони знаходять у цьому щось не так". Він додав, що Трамп «не звик до такого рівня критики. Він відмовився від багато чого – від найрозкішнішого життя, яке ви можете собі уявити, і зробив це, щоб спробувати допомогти країні». Раффін заявив «Las Vegas Review-Journal» Шелдона Адельсона в лютому 2018 року, що він був «схвильований до смерті» від зниження податків від Трампа.
Разом зі своєю дружиною, Раффін вніс 1,5 мільйона доларів на президентську кампанію Трампа 2020 року. У 2023 році Раффін вніс 2 мільйони доларів у супер КПД Трампа «Make America Great Again» (MAGA Inc.).

### Університет Трампа, розрахунковий платіж
У лютому 2019 року під час засідання Комітету Палати представників США з нагляду та реформ член Конгресу Джекі Спайєр припустила, що «канзасець», який пізніше виявився Раффіном, заплатив 25 мільйонів доларів, щоб задовольнити зобов'язання Трампа за рішенням по Університету Трампа. Раффін визнав, що заплатив Трампу 28 мільйонів доларів у 2018 році, але стверджував, що це було за «повернені збори», пов’язані з «Trump International» і не пов’язані зі справою Університету Трампа.

## Особисте життя
Раффін був одружений тричі. Він має трьох дітей від своєї другої дружини Лінн: донька Мішель Раффін-Штайн керує «Wichita Marriott», яким він володіє; його син Кріс Раффін керує «Wichita Hyatt», яким він володіє; і його син Філ Раффін-молодший керує виробником ручних візків «Harper Trucks Inc». 6 січня 2008 року 72-річний Раффін одружився на 26-річній супермоделі та володарці титулу «Міс Україна 2004» Олександрі Ніколаєнко. У них народилося двоє дітей: Річард Вільям Раффін (народився у квітні 2010 року) і дочка Малена (народилася в 2013 році). Раффін фінансував ініціативу «органічна їжа та навчання» в школі Олександра Доусона на Rainbow Mountain, яку відвідують двоє його молодших дітей.
Раффін з'явився в 7-му сезоні GSN's «High Stakes Poker».